# Discontinuidad de Gutenberg
La discontinuidad de Gutenberg (llamada así por Beno Gutenberg (1889 – 1960), uno de los sismólogos y geofísicos alemanes más importantes) representa el borde inferior de la litosfera y, por lo tanto, el área exterior sólida de la Tierra, que se ha roto en varias placas tectónicas. Debajo de la litosfera está la astenosfera, que consiste en material rocoso más suave y fluido porque se ha derretido parcialmente.
La discontinuidad de Gutenberg representa así el límite entre estas dos capas de la Tierra, lo que se puede comprobar mediante estudios sismológicos, ya que las velocidades sísmicas en la astenosfera disminuyen significativamente. Estrictamente hablando, el término discontinuidad de Gutenberg (a menudo también conocida como discontinuidad G para abreviar) solo se usa en áreas oceánicas, mientras que entre los continentes a menudo se habla solo del límite litosfera-astenosfera. La razón es que el contraste de velocidad en áreas oceánicas suele ser más agudo. La disminución de la velocidad sísmica es más rápida aquí que debajo de los continentes, lo que significa que la señal de la discontinuidad G en el sismograma es más pronunciada.

Físicamente, la disminución de la velocidad se debe a procesos de fusión, por lo que la temperatura que prevalece en el manto superior es el factor definitorio de la profundidad de la discontinuidad. Si las temperaturas son más altas, como es el caso de las regiones oceánicas, los procesos de fusión comienzan a menor profundidad que en las áreas continentales, por ejemplo. Estos son más antiguos y, por lo tanto, se han enfriado aún más. Debajo de los continentes, la profundidad promedio de la capa límite es de 110 km, en áreas muy antiguas, los llamados cratones, la profundidad puede aumentar a 150 km.

Esquema del interior de la Tierra. B: Discontinuidad de Gutenberg; 4: Manto; 5: Núcleo externo.

Las áreas oceánicas, por otro lado, son mucho más jóvenes y cálidas. La profundidad media de la discontinuidad de Gutenberg aquí es de 60 a 90 km. Es más plano en las dorsales oceánicas, donde la litosfera oceánica se forma recientemente a partir del magma ascendente. Cuanto más se aleja la placa recién creada de su lugar de origen, más se enfría y, en consecuencia, aumenta de grosor. La profundidad de la discontinuidad G permite extraer conclusiones sobre la edad de una placa litosférica oceánica en una ubicación específica.
La discontinuidad de Gutenberg también se refiere a la división entre manto y núcleo de la Tierra, situada a unos 2900 km de profundidad. Es la discontinuidad más nítida de todas. Se caracteriza porque las ondas sísmicas S no pueden atravesarla y porque las ondas sísmicas P disminuyen bruscamente de velocidad, de 13 a 8 km/s. Bajo este límite es donde se generan corrientes electromagnéticas que dan origen al campo magnético terrestre, gracias a la acción convectiva del roce entre el núcleo externo, formado por materiales ferromagnéticos y el manto.